# Poncitlán (kommun)
Poncitlán är en kommun i Mexiko.   Den ligger i delstaten Jalisco, i den centrala delen av landet, 400 km väster om huvudstaden Mexico City. Antalet invånare är 43 817. Arean är 672 kvadratkilometer.
Terrängen i Poncitlán är huvudsakligen kuperad, men åt sydväst är den platt.
Följande samhällen finns i Poncitlán:
- Poncitlán
- Cuitzeo
- San Pedro Itzicán
- Santa Cruz el Grande
- El Romereño
- La Zapotera
- Chalpicote
- La Peña
- Tlachichilco del Carmen
- Colonia la Granjena
- Ojo de Agua
- San José de las Pilas
- Estancia de San Nicolás
- Santa María de la Joya